# Awaous lateristriga
 Awaous lateristriga és una espècie de peix de la família dels gòbids i de l'ordre dels perciformes.

## Morfologia
Els mascles poden assolir els 26,4 cm de longitud total.

## Distribució geogràfica
Es troba des del Senegal fins al riu Cunene (Angola), incloent-hi les illes del golf de Guinea.